# تيري كوبر (لاعب كرة قدم)
تيري كوبر (بالإنجليزية: Terry Cooper)‏ (11 مارس 1950 في المملكة المتحدة - ) هو لاعب كرة قدم بريطاني في مركز الدفاع. لعب مع برادفورد سيتي وسكونثورب يونايتد ونادي روتشديل ونوتس كاونتي ونيوبورت كونتي ولينكولن سيتي أف سي.